# Большие Боты
Большие Боты — село в Сретенском районе Забайкальского края России. Административный центр сельского поселения «Ботовское».

## География
Село находится в восточной части Забайкальского края, на левом берегу реки Шилка, на расстоянии примерно 58 км к северо-востоку от города Сретенск, административного центра района.

### Климат
Климат характеризуется как резко континентальный с продолжительной холодной малоснежной зимой и коротким тёплым летом. Среднегодовая температура воздуха составляет −5,3 — +3 °С. Средняя многолетняя температура самого холодного месяца (января) составляет −28 — −24 °С (абсолютный минимум — −55 °С), температура самого тёплого (июля) — 16 — 19 °С (абсолютный максимум — 40 °С). Безморозный период длится в течение 80 — 100 дней. Среднегодовое количество осадков — 350—400 мм.

### Часовой пояс
Село Большие Боты находится в часовой зоне МСК+6. Смещение применяемого времени относительно UTC составляет +9:00.

## История
Основано в 1700 году после заключения Нерчинского договора. В 1902 году проживало 110 человек, работали начальная школа и медпункт. В 1914 году открыта больница с аптекой, хирургическим отделением. В 1915 году станица Ботовская переименована в Павловскую, в честь бывшего командира 1-го Нерчинского полка  Забайкальского казачьего войска полковника Александра Александровича Павлова (1867—1935). В советское время в селе работали колхозы «Коминтерн» и «Боты».

## Население
| 1902 | 1923 | 1989 | 2002 | 2010 | 2021 |
| ---- | ---- | ---- | ---- | ---- | ---- |
| 110  | ↗880 | ↘203 | ↘178 | ↘149 | ↘131 |

### Национальный состав
Согласно результатам переписи 2002 года, в национальной структуре населения русские составляли 99 % из 178 чел.

## Инфраструктура
В селе функционируют средняя школа и почтовое отделение.

## Достопримечательности
В селе находится заброшенная церковь Успения Божией Матери.